# Lättvikt i fristil i brottning vid olympiska sommarspelen 1980
Herrarnas brottningsturnering i fristil i viktklassen lättvikt vid olympiska sommarspelen 1980 avgjordes i Sports Complex of the Central Sports Club of the Army i Moskva. 

## Medaljörer
| Klass    | Guld                              | Silver                  | Brons                     |
| Lättvikt | Saipulla Absaidov · Sovjetunionen | Ivan Yankov · Bulgarien | Šaban Sejdi · Jugoslavien |

## Resultat
Legend
- TF — Vinst genom fall
- IN — Vinst genom att motståndaren skadas
- DQ — Vinst genom passivitet
- D1 — Vinst genom passivitet, vinnaren är också passiv
- D2 — Båda brottarna förlorade på grund av passivitet
- FF — Vinst genom förverkande
- DNA — Anlände inte
- TPP — Totala straffpoäng
- MPP — Matchstraffpoäng

Straff
- 0 — Vinst genom fall, teknisk överlägsenhet, passivitet, skada och förverkande
- 0.5 — Vinst på poäng, 8-11 poängs skillnad
- 1 — Vinst på poäng, 1-7 poängs skillnad
- 2 — Vinst på passivitet,  vinnaren är också passiv
- 3 — Förlust på poäng, 1-7 poängs skillnad
- 3.5 — Förlust på poäng, 8-11 poängs skillnad
- 4 — Förlust genom fall, teknisk överlägsenhet, passivitet, skada och förverkande

### Elimineringsrunda

#### Omgång 1
| TPP | MPP |                              | Poäng     |                         | MPP | TPP |
| --- | --- | ---------------------------- | --------- | ----------------------- | --- | --- |
| 3   | 3   | Jagmander Balyan Singh (IND) | 2 - 9     | Zevegiin Oidov (MGL)    | 1   | 1   |
| 4   | 4   | Nguyen Dinh Chi (VIE)        | TF / 1:44 | János Kocsis (HUN)      | 0   | 0   |
| 3.5 | 3.5 | Pekka Rauhala (FIN)          | 5 - 13    | José Ramos (CUB)        | 0.5 | 0.5 |
| 4   | 4   | Zsigmond Kelevitz (AUS)      | DQ / 5:38 | Šaban Sejdi (YUG)       | 0   | 0   |
| 0   | 0   | Ivan Yankov (BUL)            | 15 - 1    | Oscar Segers (BEL)      | 4   | 4   |
| 0   | 0   | Eberhard Probst (GDR)        | TF / 1:18 | Victor Koulaigue (CMR)  | 4   | 4   |
| 4   | 4   | Stanisław Chiliński (POL)    | TF / 5:34 | Saipulla Absaidov (URS) | 0   | 0   |
| 4   | 4   | Said Admane (ALG)            | DQ / 8:36 | Octavian Duşa (ROU)     | 0   | 0   |
| 4   | 4   | Mazen Tuleimat (SYR)         | DQ / 5:18 | Ali Hussain Faris (IRQ) | 0   | 0   |

#### Omgång 2
| TPP | MPP |                              | Poäng     |                         | MPP | TPP |
| --- | --- | ---------------------------- | --------- | ----------------------- | --- | --- |
| 3   | 0   | Jagmander Balyan Singh (IND) | TF / 2:17 | Nguyen Dinh Chi (VIE)   | 4   | 8   |
| 2   | 1   | Zevegiin Oidov (MGL)         | 7 - 4     | János Kocsis (HUN)      | 3   | 3   |
| 4.5 | 1   | Pekka Rauhala (FIN)          | 9 - 2     | Zsigmond Kelevitz (AUS) | 3   | 7   |
| 3.5 | 3   | José Ramos (CUB)             | 3 - 10    | Šaban Sejdi (YUG)       | 1   | 1   |
| 0.5 | 0.5 | Ivan Yankov (BUL)            | 11 - 3    | Eberhard Probst (GDR)   | 3.5 | 3.5 |
| 4   | 0   | Oscar Segers (BEL)           | IN        | Victor Koulaigue (CMR)  | 4   | 8   |
| 4   | 0   | Stanisław Chiliński (POL)    | TF / 7:16 | Said Admane (ALG)       | 4   | 8   |
| 0   | 0   | Saipulla Absaidov (URS)      | TF / 4:29 | Mazen Tuleimat (SYR)    | 4   | 8   |
| 0   | 0   | Octavian Duşa (ROU)          | TF / 4:38 | Ali Hussain Faris (IRQ) | 4   | 4   |

#### Omgång 3
| TPP | MPP |                              | Poäng     |                           | MPP | TPP |
| --- | --- | ---------------------------- | --------- | ------------------------- | --- | --- |
| 3   | 0   | Jagmander Balyan Singh (IND) | 13 - 1    | János Kocsis (HUN)        | 4   | 7   |
| 5   | 3   | Zevegiin Oidov (MGL)         | 12 - 13   | Pekka Rauhala (FIN)       | 1   | 5.5 |
| 7   | 3.5 | José Ramos (CUB)             | 3 - 11    | Ivan Yankov (BUL)         | 0.5 | 1   |
| 1   | 0   | Šaban Sejdi (YUG)            | TF / 3:22 | Oscar Segers (BEL)        | 4   | 8   |
| 3.5 | 0   | Eberhard Probst (GDR)        | TF / 7:14 | Stanisław Chiliński (POL) | 4   | 8   |
| 0   | 0   | Saipulla Absaidov (URS)      | TF / 5:59 | Octavian Duşa (ROU)       | 4   | 4   |
| 4   |     | Ali Hussain Faris (IRQ)      |           | Bye                       |     |     |

#### Omgång 4
| TPP | MPP |                         | Poäng     |                              | MPP | TPP |
| --- | --- | ----------------------- | --------- | ---------------------------- | --- | --- |
| 8   | 4   | Ali Hussain Faris (IRQ) | 1 - 19    | Jagmander Balyan Singh (IND) | 0   | 3   |
| 9.5 | 4   | Pekka Rauhala (FIN)     | TF / 3:18 | Šaban Sejdi (YUG)            | 0   | 1   |
| 4   | 3   | Ivan Yankov (BUL)       | 1 - 6     | Saipulla Absaidov (URS)      | 1   | 1   |
| 4.5 | 1   | Eberhard Probst (GDR)   | 6 - 3     | Octavian Duşa (ROU)          | 3   | 7   |
| 5   |     | Zevegiin Oidov (MGL)    |           | DNA                          |     |     |

#### Omgång 5
| TPP | MPP |                              | Poäng  |                       | MPP | TPP |
| --- | --- | ---------------------------- | ------ | --------------------- | --- | --- |
| 6   | 3   | Jagmander Balyan Singh (IND) | 7 - 11 | Ivan Yankov (BUL)     | 1   | 5   |
| 2   | 1   | Šaban Sejdi (YUG)            | 6 - 2  | Eberhard Probst (GDR) | 3   | 7.5 |
| 1   |     | Saipulla Absaidov (URS)      |        | Bye                   |     |     |

### Sista omgångarna
| TPP | MPP |                         | Poäng     |                         | MPP | TPP |
| --- | --- | ----------------------- | --------- | ----------------------- | --- | --- |
|     | 3   | Ivan Yankov (BUL)       | 1 - 6     | Saipulla Absaidov (URS) | 1   |     |
| 1   | 0   | Saipulla Absaidov (URS) | TF / 7:45 | Šaban Sejdi (YUG)       | 4   |     |
| 4   | 1   | Ivan Yankov (BUL)       | 6 - 2     | Šaban Sejdi (YUG)       | 3   | 7   |